# Ivorische Fußballnationalmannschaft/Weltmeisterschaften
Der Artikel beinhaltet eine ausführliche Darstellung der ivorischen Fußballnationalmannschaft bei Fußball-Weltmeisterschaften. Die ivorische Mannschaft nahm erstmals an der Qualifikation für die WM 1974 teil und konnte sich bisher dreimal für die WM qualifizieren.

## Übersicht
| Jahr | Gastgeberland  | Teilnahme bis …    | Letzte(r) Gegner                                 | Ergebnis | Trainer             | Bemerkungen und Besonderheiten |
| ---- | -------------- | ------------------ | ------------------------------------------------ | -------- | ------------------- | --- |
| 1962 | Chile          | nicht teilgenommen |                                                  |          |                     | Noch kein FIFA-Mitglied |
| 1966 | England        | nicht teilgenommen |                                                  |          |                     | |
| 1970 | Mexiko         | nicht teilgenommen |                                                  |          |                     | |
| 1974 | Deutschland    | nicht qualifiziert |                                                  |          |                     | In der Qualifikation in der 3. Runde an Marokko gescheitert, das sich aber ebenfalls nicht qualifizieren konnte.                     |
| 1978 | Argentinien    | nicht qualifiziert |                                                  |          |                     | In der Qualifikation in der 3. Runde an Nigeria gescheitert, das sich aber ebenfalls nicht qualifizieren konnte.                     |
| 1982 | Spanien        | nicht teilgenommen |                                                  |          |                     | |
| 1986 | Mexiko         | nicht qualifiziert |                                                  |          |                     | In der Qualifikation im Viertelfinale an Ghana gescheitert, das sich aber ebenfalls nicht qualifizieren konnte.                      |
| 1990 | Italien        | nicht qualifiziert |                                                  |          |                     | In der Qualifikation in der 2. Runde an Algerien gescheitert, das sich aber ebenfalls nicht qualifizieren konnte.                    |
| 1994 | USA            | nicht qualifiziert |                                                  |          |                     | In der Qualifikation in der 2. Runde erneut an Nigeria gescheitert.                                                                  |
| 1998 | Frankreich     | nicht qualifiziert |                                                  |          |                     | In der Qualifikation in der 1. Runde erneut an der Republik Kongo gescheitert, die sich aber ebenfalls nicht qualifizieren konnte.   |
| 2002 | Südkorea/Japan | nicht qualifiziert |                                                  |          |                     | In der Qualifikation in der 2. Runde an Tunesien gescheitert.                                                                        |
| 2006 | Deutschland    | Vorrunde           | Argentinien, Niederlande, Serbien und Montenegro | 19.      | Henri Michel        | Nach Niederlagen gegen Argentinien und die Niederlande und einem Sieg gegen Serbien und Montenegro als Gruppendritter ausgeschieden. |
| 2010 | Südafrika      | Vorrunde           | Portugal, Brasilien, Nordkorea                   | 17.      | Sven-Göran Eriksson | Nach Remis gegen Portugal, Niederlage gegen Brasilien und Sieg gegen Nordkorea als Gruppendritter ausgeschieden.                     |
| 2014 | Brasilien      | Vorrunde           | Japan, Kolumbien, Griechenland                   | 21.      | Sabri Lamouchi      | Vorrundenaus durch ein Elfmetertor in der Nachspielzeit.                                                                             |
| 2018 | Russland       | nicht qualifiziert |                                                  |          |                     | In der Qualifikation an Marokko gescheitert.                                                                                         |
| 2022 | Katar          | nicht qualifiziert |                                                  |          |                     | In der 2. Qualifikationsrunde an Kamerun gescheitert                                                                                 |

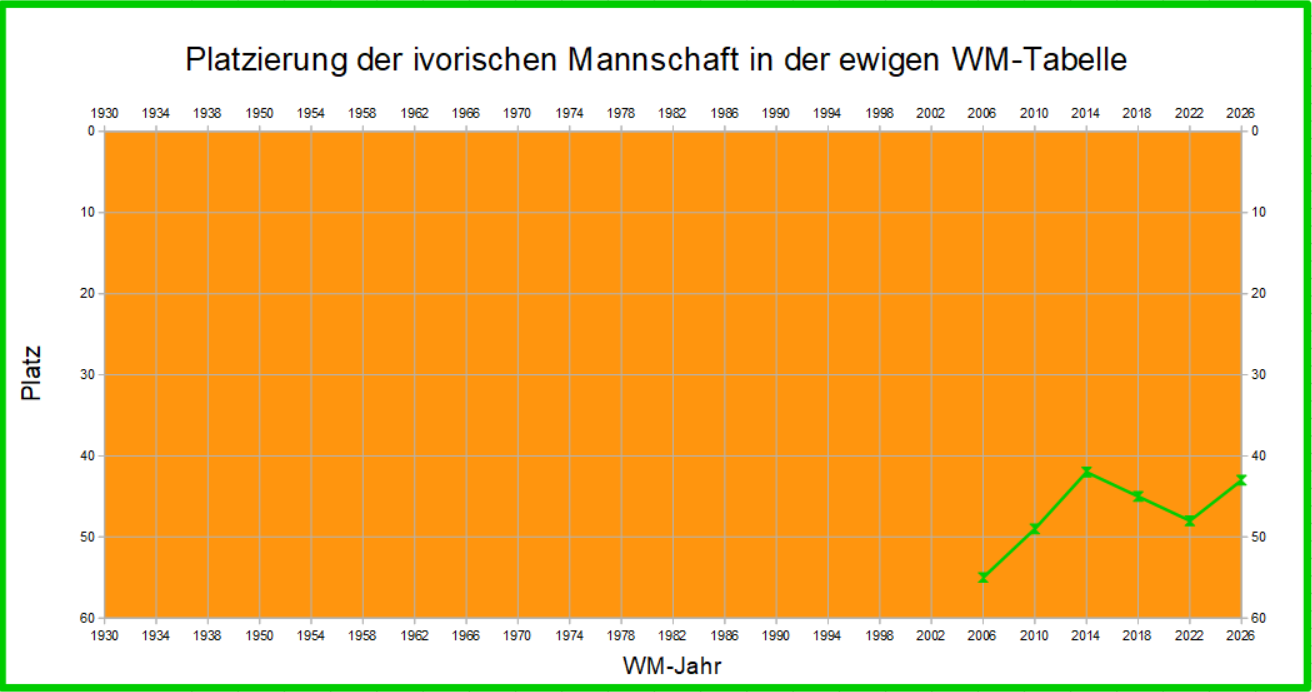
Platzierung der ivorischen Mannschaft in der ewigen WM-Tabelle

Statistik (Angaben inkl. 2022: 22 Weltmeisterschaften; Prozentangaben sind gerundet)
- Nicht teilgenommen (kein selbstständiger Staat oder nicht anerkannt): 10× (45 %; 1930 bis 1970 und 1982)
- Nicht qualifiziert: 9× (41 %; 1974, 1978, 1986, 1990, 1994, 1998, 2002, 2018 und 2022)
- Sportliche Qualifikation: 3× (13,6 % bzw. bei 25 % der Versuche)
- Vorrunde: 3× (13,6 %; 2006, 2010 und 2014)

## WM-Turniere

### 1930 bis 1970
Die Elfenbeinküste war von 1895 bis 1960 Teil von Französisch-Westafrika, die Fédération Ivoirienne de Football wurde erst im Jahr der Unabhängigkeit gegründet und 1964 in die FIFA aufgenommen. Daher konnte die Elfenbeinküste an den ersten Weltmeisterschaften nicht teilnehmen. Erst an der Qualifikation für die WM 1966 hätten die Ivorer teilnehmen können, verzichteten aber bis 1970 darauf.

### 1974 in Deutschland
Die Elfenbeinküste nahm erstmals an der Qualifikation für die WM in der Bundesrepublik Deutschland teil und traf am 15. Oktober 1972 in der ersten Runde in Freetown in ihrem ersten WM-Qualifikationsspiel auf Sierra Leone. Das Spiel wurde mit 1:0 gewonnen und auch das Rückspiel in Abidjan konnte mit 2:0 gewonnen werden. In der zweiten Runde setzten sich die Ivorer mit 1:1 und 2:1 gegen Tunesien durch, scheiterten in der 3. Runde aber an Marokko, das sich aber ebenfalls nicht qualifizieren konnte. Dabei wurde beim 1:4 in Tétouan erstmals ein WM-Qualifikationsspiel verloren.

### 1978 in Argentinien
In der Qualifikation zur WM in Argentinien setzten sich die Ivorer in der ersten Runde gegen Obervolta und in der zweiten Runde gegen die Volksrepublik Kongo durch. In der 3. Runde war dann Nigeria stärker, konnte sich aber anschließend ebenfalls nicht qualifizieren.

### 1982 in Spanien
An der Qualifikation für die WM in Spanien nahmen die Ivorer nicht teil.

### 1986 in Mexiko
In der Qualifikation zur zweiten WM in Mexiko setzten sich die Ivorer in der ersten Runde mit 4:0 und 2:3 gegen Gambia durch, scheiterten dann in der zweiten Runde am Nachbarn Ghana, der sich aber ebenfalls nicht qualifizieren konnte.

### 1990 in Italien
Für die Qualifikation zur zweiten WM in Italien mussten die Ivorer erst in der zweiten Runde antreten. Als Gegner wurden Algerien, Simbabwe und Libyen zugelost. Nachdem Libyen mit 0:1 gegen die Elfenbeinküste und 0:2 gegen Algerien verloren hatte, zogen sie sich zurück. Die beiden Spiele wurden daher nicht gewertet. In den beiden folgenden Spielen gegen Algerien und Simbabwe gelang keiner Mannschaft ein Tor. Während die Ivorer dann nur noch gegen Simbabwe mit 5:0 gewannen, konnten die Algerier alle Spiele für sich entscheiden und die nächste Runde erreichen, in der sie gegen Ägypten ausschieden.

### 1994 in den Vereinigten Staaten
Für die Qualifikation zur WM in den USA wurden die Ivorer in eine Gruppe mit dem Niger, Botswana und dem Sudan gelost. Der Sudan verzichtete aber, und mit zwei Heimsiegen sowie zwei torlosen Remis in den Auswärtsspielen erreichten die Ivorer die zweite Runde. In dieser waren Nigeria und Algerien die Gegner. Am Ende hatten Nigeria und die Ivorer beide 5:3 Punkte, die Nigerianer aber die bessere Tordifferenz, womit sie sich erstmals für die WM qualifizierten.

### 1998 in Frankreich
Die Qualifikation zur zweiten WM in Frankreich verlief noch schlechter. Bereits in der ersten Runde kam das Aus gegen die Republik Kongo.

### 2002 in Japan und Südkorea
In der Qualifikation für die erste WM in Asien setzten sich die Ivorer in der ersten Runde mit 2:2 und 2:0 gegen Ruanda durch. In der zweiten Runde waren dann Tunesien, die Demokratische Republik Kongo, die Republik Kongo und Madagaskar die Gegner. Hinter Tunesien belegten die Ivorer nur den zweiten Platz, obwohl sie nur das letzte Spiel gegen die Demokratische Republik Kongo verloren. Aber zu oft hatten sie die Punkte geteilt.

### 2006 in Deutschland

Startaufstellungen im ersten WM-Spiel der Ivorer

Für die zweite Weltmeisterschaft in Deutschland konnte sich die Elfenbeinküste dann endlich qualifizieren. Nach einem Freilos in der ersten Runde wurde die Mannschaft in der zweiten Runde in eine Gruppe mit Kamerun, Ägypten, Libyen, dem Sudan und Benin gelost. Die Ivorer verloren zwar beide Spiele gegen Kamerun, am Ende hatten sie aber einen Punkt mehr auf dem Konto und waren damit für die WM qualifiziert. Kamerun verspielte die Teilnahme durch ein 1:1 gegen Ägypten am letzten Spieltag. Mit neun Toren war Didier Drogba zweitbester afrikanischer Torschütze der Qualifikation.
In Deutschland  wurde die Mannschaft in eine sogenannte Todesgruppe mit Ex-Weltmeister Argentinien, der Niederlande sowie Serbien und Montenegro gelost. Im ersten WM-Spiel ihrer Geschichte verloren sie mit 1:2 gegen Argentinien. Dabei gelang Didier Drogba mit dem 1:2-Anschlusstreffer in der Schlussphase das erste WM-Tor für die Ivorer. Auch gegen die Niederländer verloren sie mit 1:2 und waren damit vorzeitig ausgeschieden. Immerhin gelang ihnen gegen Serbien und Montenegro mit dem 3:2 nach 0:2-Rückstand noch der erste WM-Sieg.

### 2010 in Südafrika
Auch die Qualifikation für die erste WM in Afrika wurde erfolgreich abgeschlossen. In der zweiten Runde waren Mosambik, Madagaskar und Botswana die Gegner. Mit drei Heimsiegen und drei Remis in den Auswärtsspielen qualifizierten sich die Ivorer für die dritte Runde. Hier waren Burkina Faso, Malawi und Guinea die Gegner. Die Ivorer gewannen fünf Spiele und nur beim 1:1 in Malawi gaben sie einen Punkt ab, womit sie für die WM qualifiziert waren.
In Südafrika wurden sie wieder in eine Todesgruppe gelost, diesmal mit Rekordweltmeister Brasilien und Portugal, während Nordkorea, das erstmals seit 1966 wieder dabei war, nur als Punktelieferant galt. Im ersten Spiel trennten sich Portugiesen und Ivorer torlos, das bisher einzige WM-Spiel der Ivorer, in dem sie kein Tor erzielten. Gegen Brasilien gab es dann eine 1:3-Niederlage. Das abschließende 3:0 gegen Nordkorea reichte dann nicht zum Weiterkommen.

### 2014 in Brasilien

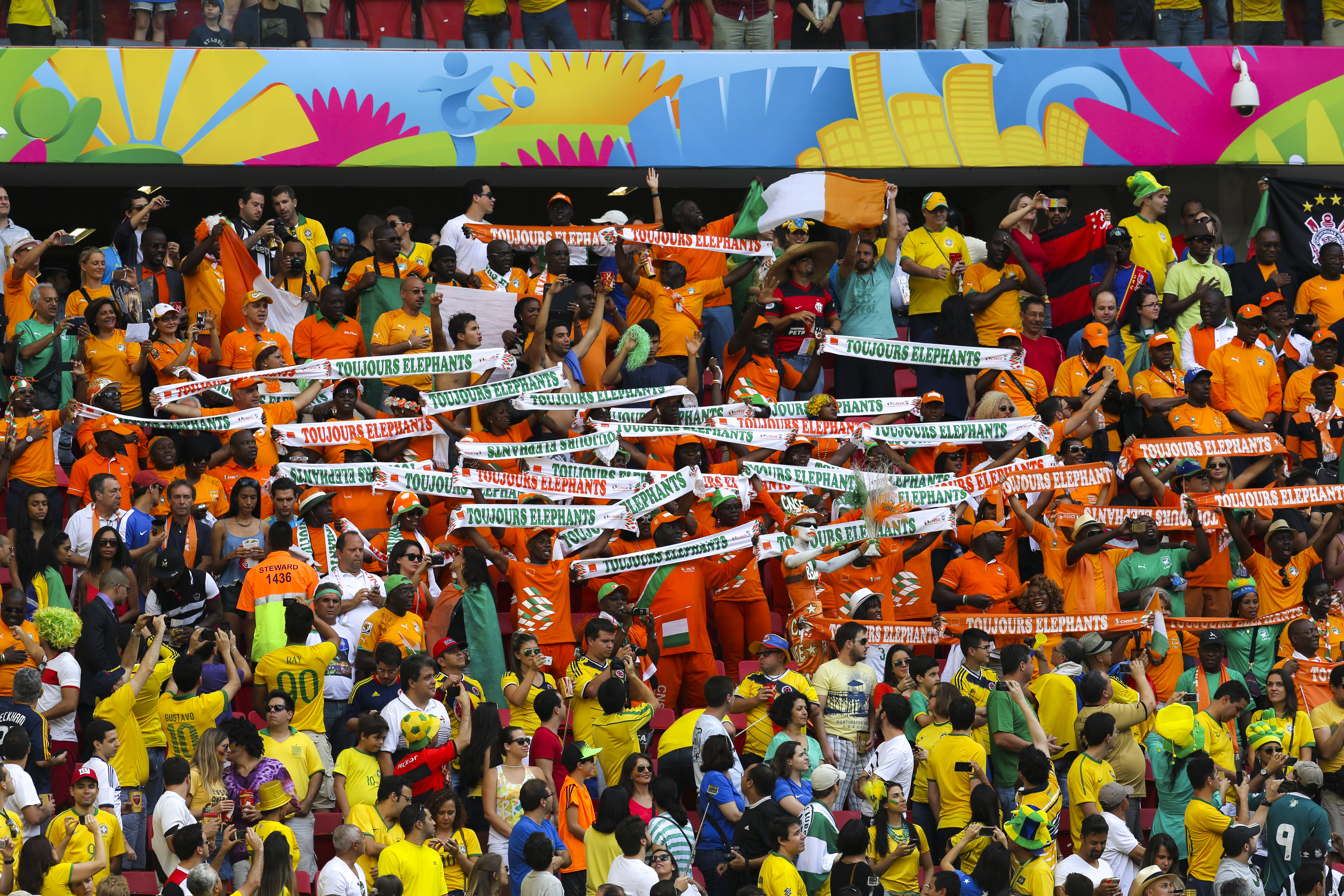
Ivorische und kolumbianische Fans beim Spiel beider Mannschaften

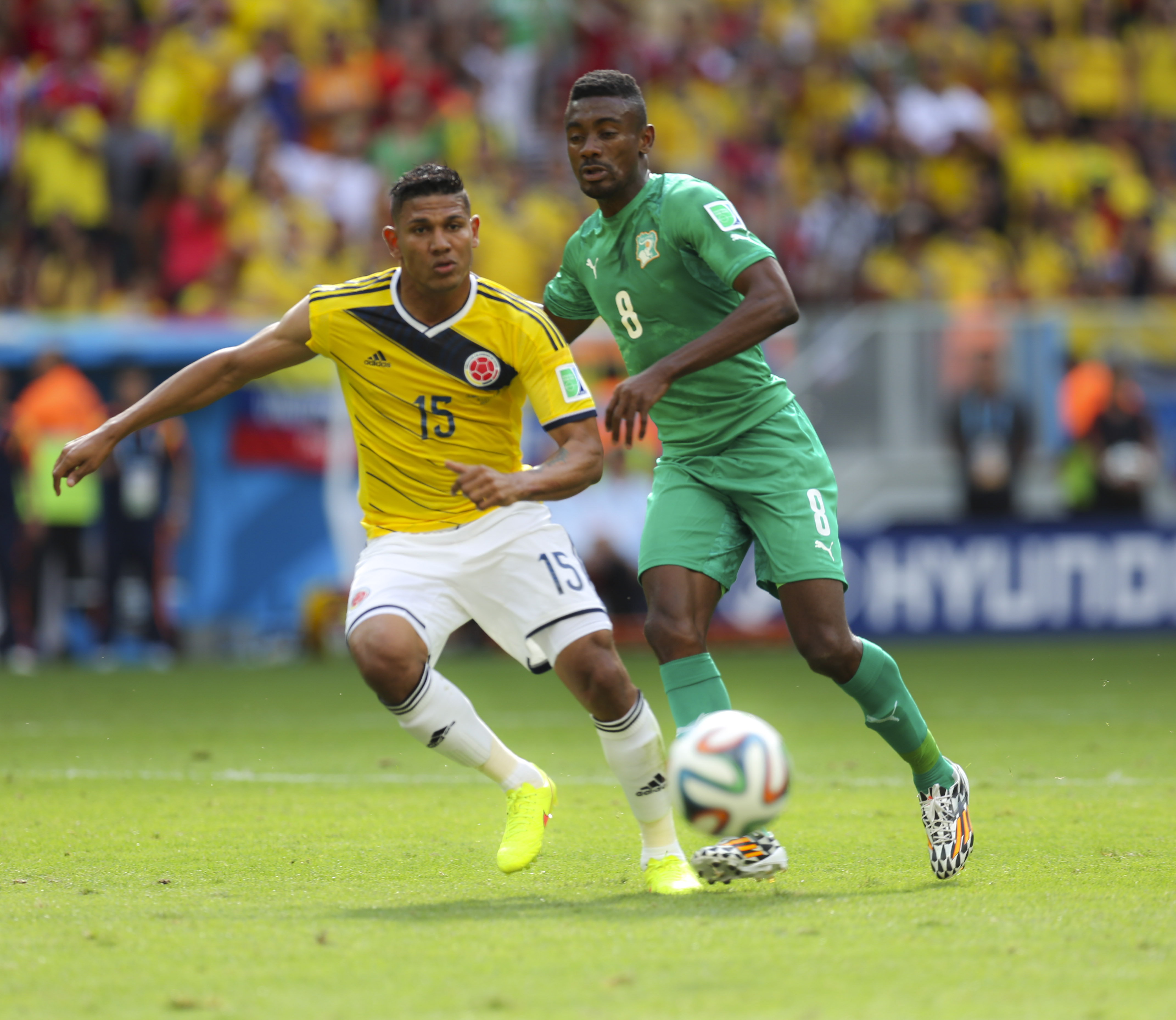
Szene aus dem Spiel gegen Kolumbien (li.: Alexander Mejía, re.: Salomon Kalou)

Die Qualifikation für die zweite WM in Brasilien verlief erneut erfolgreich. In der Gruppenphase waren Marokko, Tansania und Gambia die Gegner. Mit vier Siegen und zwei Remis wurden die Entscheidungsspiele erreicht. Gegner war der Senegal und nach einem 3:1 im Hinspiel reichte ein 1:1 im Rückspiel für die Qualifikation.
In Brasilien hatten die Ivorer es scheinbar mit einer leichteren Gruppe als bei den beiden vorherigen Teilnahmen zu tun. Japan, Kolumbien und Griechenland wurden als schwächer oder höchstens gleichwertig eingestuft. Das erste Spiel gegen Japan wurde dann auch mit 2:1 gewonnen, aber gegen Kolumbien folgte eine 1:2-Niederlage. Im letzten Spiel gegen Griechenland hätte ein Remis zum Achtelfinaleinzug gereicht. Die griechische 1:0-Führung konnten die Ivorer zwar noch ausgleichen, aber in der 3. Minute der Nachspielzeit erhielten die Griechen einen Strafstoß, den sie zum glücklichen 2:1 verwandeln konnten. Damit waren die Ivorer erneut in der Vorrunde ausgeschieden. Nach der WM beendete Rekordtorschütze Didier Drogba seine Nationalmannschaftskarriere.

### 2018 in Russland
In der Qualifikation musste die Mannschaft erst in der zweiten Runde eingreifen, die im November 2015 stattfand. Gegner war der Nachbar Liberia, der in der ersten Runde nach einem 1:1 im Heimspiel in Guinea-Bissau mit 3:1 gewonnen hatte. Die Elfenbeinküste qualifizierte sich mit zwei Siegen für die dritte Runde, die zwischen Oktober 2016 und November 2017 ausgetragen wurde. Hier waren Gabun, Marokko und Mali die Gegner. Die Ivorer begannen die Qualifikation unter Michel Dussuyer, der im Juli 2015 das Amt des Nationaltrainers übernommen hatte. Im ersten Spiel wurde Mali mit 3:1 bezwungen, im zweiten Spiel reichte es aber in Marokko nur zu einem torlosen Remis. Nachdem die Ivorer beim Afrika-Cup 2017 bereits in der Vorrunde ausschieden, trat Dussuyer zurück. Sein Nachfolger wurde im März 2017 Marc Wilmots, der nach der EM 2016 als belgischer Nationaltrainer zurückgetreten war. Vor dem letzten Spiel gegen Marokko lagen die Ivorer mit einem Punkt Rückstand hinter Marokko auf dem zweiten Platz und brauchten im Heimspiel gegen die Marokkaner einen Sieg, um die Endrunde zu erreichen. Durch die 0:2-Heimniederlage wurde die Endrunde aber verpasst.

### 2022 in Katar
In der Qualifikation musste die Mannschaft erst in der zweiten Runde gegen Kamerun, Malawi, das in der ersten Runde Botswana ausschaltete, und Mosambik, das sich in der ersten Runde gegen Mauritius durchsetze, antreten. Die zweite Runde sollte eigentlich im März 2020 beginnen, wurde dann wegen der COVID-19-Pandemie mehrfach verschoben und begann dann erst im September 2021. Die Ivorer begannen mit einem torlosen Remis in Mosambik und gewannen daheim gegen Kamerun mit 2:1. Die nächsten drei Spiele wurden gewonnen, aber da Kamerun außer der Niederlage in der Elfenbeinküste alle Spiele gewann, kam es am letzten Spieltag zum Gruppenendspiel in Kamerun, in dem  die Kameruner durch ein 1:0 die nächste Runde erreichten.

### 2026 in Kanada, Mexiko und den USA
Für die erste WM in drei Ländern wurde die Zahl der Teilnehmer auf 48 erhöht und den afrikanischen Mannschaften vier feste Plätze mehr zugestanden, so dass sich nun neun CAF-Mitglieder direkt qualifizieren können. Eine weitere afrikanische Mannschaft, die unter den Gruppenzweiten der ersten Runde ermittelt wird, nimmt am WM-Play-off-Turnier im März 2026 teil. Die Kameruner treffen in der ersten Runde zwischen November 2023 und Oktober 2025 in Hin- und Rückspielen auf Burundi, Gabun, Gambia, Kenia und die Seychellen. Gegen die Seychellen wurde noch nicht gespielt, gegen die anderen Gegner ist die Bilanz positiv, wobei es gegen Kenia erst ein Spiel gab, das mit 4:0 gewonnen wurde.

## Spieler

### Rangliste der ivorischen WM-Spieler mit den meisten Einsätzen

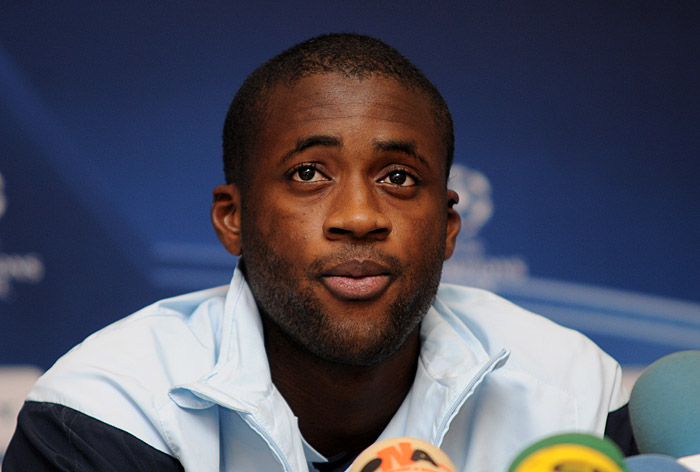
Yaya Touré, ivorischer WM-Rekordspieler, kam bei allen bisherigen WM-Spielen der Ivorer zum Einsatz

01. Yaya Touré – 9 Einsätze bei 3 Turnieren
02. Didier Drogba, Didier Zokora – 8 Einsätze bei 3 Turnieren
04. Boubacar Barry, Arthur Boka – 7 Einsätze bei 3 Turnieren
06. Aruna Dindane, Emmanuel Eboué, Gervinho, Salomon Kalou, Cheik Tioté und Kolo Touré – 6 Einsätze bei 2 Turnieren
12. Abdul Kader Keïta – 5 Einsätze bei 2 Turnieren

### Rangliste der ivorischen WM-Spieler mit den meisten Toren
01. Wilfried Bony, Aruna Dindane, Didier Drogba und Gervinho – je 2 Tore

### WM-Kapitäne
- 2006: Didier Drogba (1. und 2. Spiel), Cyril Domoraud (3. Spiel, da Drogba gesperrt war)
- 2010: Kolo Touré (1. Spiel), Didier Drogba (2. und 3. Spiel)
- 2014: Yaya Touré (1. und 2. Spiel), Didier Drogba (3. Spiel)

Anmerkung: Didier Drogba ist der einzige afrikanische Spieler, der bei 3 WM-Turnieren Kapitän war.

### Bei Weltmeisterschaften gesperrte Spieler
- 2006: Didier Drogba erhielt im Spiel gegen die Niederlande die zweite Gelbe Karte und war für das letzte Gruppenspiel gesperrt. In der Nachspielzeit des letzten Gruppenspiels erhielt Cyrille Domoraud die Gelb-Rote Karte. Da die Elfenbeinküste ausschied, hatte die Karte keinen weiteren Effekt.
- 2014: Im zweiten Gruppenspiel gegen Kolumbien erhielt Didier Zokora die zweite Gelbe Karte und war für das letzte Spiel gegen Griechenland gesperrt.

### Anteil der im Ausland spielenden Spieler im WM-Kader
Die Ivorer nominierten überwiegend Spieler, die im Ausland, zunächst vornehmlich in der ehemaligen Kolonialmacht Frankreich spielen, und 2014 mit Ersatztorhüter Sylvain Gbohouo erstmals einen in der Elfenbeinküste spielenden Spieler, der aber nicht zum Einsatz kam.
| Jahr (Spiele) | Anzahl (Länder) | Spieler (Einsätze) |
| ------------- | --- | --- |
| 2006 (3)      | 23 (1 in Belgien, 1 in Deutschland, 3 in England, 13 in Frankreich, 1 in Griechenland, 1 in Italien, 1 in den Niederlanden, 1 in der Schweiz, 1 in der Türkei)                                       | Boubacar Barry (1); Guy Demel (0); Didier Drogba (2), Emmanuel Eboué (3), Kolo Touré (3); Kanga Akalé (3), Arthur Boka (3), Aruna Dindane (3), Cyril Domoraud (1), Emerse Faé (0), Gérard Gnanhouan (0), Abdul Kader Keïta (2), Bonaventure Kalou (2), Bakari Koné (3), Blaise Kouassi (1), Abdoulaye Méïté (2), Romaric (1), Didier Zokora (3); Yaya Touré (3); Marco Zoro (0); Arouna Koné (3); Gilles Yapi Yapo (1); Jean-Jacques Tizié (2) |
| 2010 (3)      | 23 (1 in Belgien, 2 in Deutschland, 6 in England, 4 in Frankreich, 1 in Irland, 1 in Israel, 1 in den Niederlanden, 1 in Rumänien, 1 in Schottland, 1 in der Schweiz, 3 in Spanien, 1 in der Türkei) | Boubacar Barry (3); Arthur Boka (2), Guy Demel (2); Aruna Dindane (3), Didier Drogba (3), Emmanuel Eboué (3), Steve Gohouri (0), Salomon Kalou (3), Kolo Touré (3); Benjamin Angoua (0), Jean-Jacques Gosso (0), Siaka Tiéné (2), Gervinho (3); Daniel Yéboah (0); Aristide Zogbo (0); Cheik Tioté (3); Emmanuel Koné (0); Souleymane Bamba (0); Seydou Doumbia (1); Romaric (3), Yaya Touré (3), Didier Zokora (3); Abdul Kader Keïta (3)     |
| 2014 (3)      | 22 (1 in Belgien, 4 in Deutschland, 4 in England, 5 in Frankreich, 1 in Italien, 1 in Norwegen, 2 in der Schweiz, 4 in der Türkei)                                                                   | Boubacar Barry (3); Arthur Boka (3), Mathis Bolly (1), Constant Djakpa (1), Didier Ya Konan (1); Wilfried Bony (3), Cheik Tioté (3), Kolo Touré (3), Yaya Touré (3); Jean-Daniel Akpa-Akpro (0), Serge Aurier (3), Ismaël Diomandé (1), Max Gradel (1), Salomon Kalou (3); Gervinho (3); Sayouba Mandé (0); Serey Die (3), Giovanni Sio (1); Souleymane Bamba (3), Didier Drogba (3), Diarrassouba Viera (0), Didier Zokora (2)                |

## Spiele
Die Ivorer bestritten bisher 9 WM-Spiele, davon wurden drei gewonnen, fünf verloren und eins endete remis. Die Ivorer trafen nie auf den Gastgeber, Titelverteidiger oder späteren Weltmeister und nur einmal auf einen Neuling (Serbien & Montenegro), der aber die Nachfolgemannschaft einer anderen (Bundesrepublik Jugoslawien) war. Alle bisherigen WM-Spiele sind einmalig.
| Alle WM-Spiele |            |          |                        |                                         |   |          | |
| Nr.            | Datum      | Ergebnis | Gegner                 | Austragungsort                          |   | Anlass   | Bemerkung                                                                                              |
| 1              | 10.06.2006 | 1:2      | Argentinien            | Hamburg (DEU)                           | * | Vorrunde | |
| 2              | 16.06.2006 | 1:2      | Niederlande            | Stuttgart (DEU)                         | * | Vorrunde | Erstes Länderspiel gegen die Niederlande                                                               |
| 3              | 21.06.2006 | 3:2      | Serbien und Montenegro | München (DEU)                           | * | Vorrunde | Einziges Länderspiel gegen Serbien und Montenegro, letztes Länderspiel von Serbien und Montenegro      |
| 4              | 15.06.2010 | 0:0      | Portugal               | Nelson Mandela Bay/Port Elizabeth (ZAF) | * | Vorrunde | Erstes Länderspiel gegen Portugal                                                                      |
| 5              | 20.06.2010 | 1:3      | Brasilien              | Johannesburg (ZAF)                      | * | Vorrunde | Erstes Länderspiel gegen Brasilien                                                                     |
| 6              | 25.06.2010 | 3:0      | Nordkorea              | Nelspruit (ZAF)                         | * | Vorrunde | Erstes Länderspiel gegen Nordkorea                                                                     |
| 7              | 14.06.2014 | 2:1      | Japan                  | Recife (BRA)                            | * | Vorrunde | Erstes Länderspiel in Südamerika                                                                       |
| 8              | 19.06.2014 | 1:2      | Kolumbien              | Brasília (BRA)                          | * | Vorrunde | Erstes Länderspiel gegen Kolumbien                                                                     |
| 9              | 24.06.2014 | 1:2      | Griechenland           | Fortaleza (BRA)                         | * | Vorrunde | Erstes Länderspiel gegen Griechenland, 104. und letztes Länderspiel von Rekordtorschütze Didier Drogba |

### Höchste Siege und Niederlagen
Der ivorischen Mannschaft gelangen ihre höchsten Siege gegen folgende Mannschaften bei WM-Turnieren:
- Nordkorea: Vorrunde 2010 - 3:0 (einziges Spiel gegen Nordkorea)
- Serbien und Montenegro: Vorrunde 2006 - 3:2 (einziges Spiel gegen Serbien & Montenegro)

Die ivorische Mannschaft kassierte ihre höchsten Niederlagen gegen folgende Mannschaften bei WM-Turnieren:
- Brasilien: Vorrunde 2010 - 1:3 (einziges Spiel gegen Brasilien)
- Griechenland: Vorrunde 2014 - 1:2 (einziges Spiel gegen Griechenland)
- Kolumbien: Vorrunde 2014 - 1:2 (einziges Spiel gegen Kolumbien)